# Emanuel Urquiza
Emanuel Nicolás Urquiza (Rufino, Provincia de Santa Fe, Argentina; 15 de julio de 1987) es un futbolista argentino. Juega como lateral por derecha y su primer equipo fue Central Córdoba de Rosario. Actualmente es entrenador de vannergym.

## Trayectoria

### Inicios
Durante su infancia dio sus primeros pasos en el Club Sportivo de Sancti Spiritu, y luego en Belgrano FBC del mismo pueblo del sur de la provincia de Santa Fe. A la edad de 14 años, luego de una pretemporada a prueba con los juveniles de Boca Juniors en Buenos Aires, recaló finalmente en el Club Central Córdoba de la ciudad de Rosario.

### Central Córdoba de Rosario
Debutó en la primera división del club rosarino en 2006, con 19 años. A partir de allí formó parte del plantel profesional, ganándose un lugar entre los titulares en muy corto tiempo. Integró planteles que disputaron el Torneo Primera B Metropolitana, siendo compañero de Pablo Bezombe, Julián Maidana, Cristian Calabrese, entre otros, y fue dirigido por Silvio Carrario y también por la gloria del club charrúa Tomás "el Trinche" Carlovich. En la temporada 2008/09 tuvo una destacada performance personal (jugando casi la totalidad de los encuentros y anotando algunos goles), pero el equipo quedó muy lejos de su objetivo de pelear por el campeonato. Fue así que a fines de 2009, ante las irregularidades económicas y deportivas que atravesaba la institución, decidió negociar su pase con los directivos y emigró buscando nuevas oportunidades profesionales.

### Atlante
A comienzos de 2010 viajó a México, donde se entrenó con un grupo de jugadores profesionales en busca de concretar un fichaje, el cual finalmente se dio para el Atlante FC. Lamentablemente, estuvo seis meses entrenando con la primera división sin poder disputar partidos oficiales debido al exceso de cupos para extranjeros que tenía el club en aquel momento.

### Unión de Mar del Plata

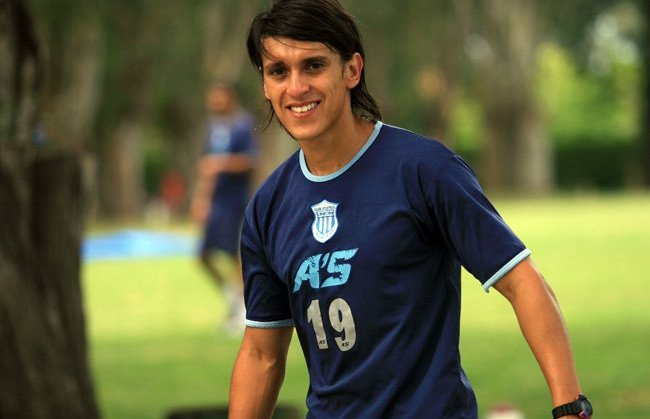
Ema Urquiza (2012)

Hacia finales de 2010 decidió retornar al país, luego de la corta experiencia mexicana. Fue seducido por la propuesta del club Unión de la ciudad de Mar del Plata, donde compitió en el Torneo Argentino A. Los dirigentes proyectaron formar un equipo sólido en busca del ascenso en la temporada 2011/12, por lo que Emanuel Urquiza, junto a Damián Luengo y Álvaro Klusener, entre otros, llevaron al equipo a pelear de igual a igual contra los clubes más fuertes de la categoría. En aquel campeonato jugó 33 partidos y convirtió 3 goles, siendo dirigido técnicamente por Marcelo Zwicker. Unión de Mar del Plata alcanzó la Tercera fase del torneo y cayó desafortunadamente con Racing (Córdoba) 3 a 1 en el global (fue 1-1 en Córdoba, y 0-2 en Mar del Plata) en una serie desafortunada.

### Sportivo Belgrano
Al finalizar la temporada recibió una propuesta de otro club que ansiaba disputar el ascenso al Torneo Nacional B. Urquiza se mudó a San Francisco para incorporarse a Sportivo Belgrano y, en poco tiempo, logró afianzarse como titular con la N.º 4 en su espalda. Jugó todo el torneo, viviendo un gran nivel individual y colectivo, Sp. Belgrano se consagró campeón de la eliminatoria por el segundo ascenso y obtuvo el anhelado pasaje a la B Nacional. Sin embargo, la alegría no fue completa ya que Emanuel sufrió la rotura de ligamentos cruzados de rodilla en el partido de ida de la Final frente a Santamarina de Tandil.
A fines de 2013, ya recuperado de la grave lesión que lo mantuvo casi seis meses afuera de las canchas, fue ganando ritmo durante la pretemporada previa al reinicio del campeonato del Nacional B. Desde la fecha 29 recuperó la titularidad, en el triunfo 3 a 1 sobre Almirante Brown en el Estadio Oscar C. Boero. La Temporada 2013/14 finalizó con 14 PJ, desempeñando un buen rendimiento y festejando los 53 pts. que le permitieron al club lograr su objetivo: permanecer en la difícil Categoría de Segunda División Argentina.
En la 2014/15, con Sportivo Belgrano, luchó por el sueño de conseguir una de las diez plazas de ascenso a Primera División. En el equipo "verde", recordado por siempre, Emanuel jugó junto a Juan Pablo Francia, César Carignano, L. Borzani, L. Talamonti, entre otros.

### Alumni de Villa María
Al finalizar el año 2015, por decisión institucional el Club de San Francisco se desprendió de algunas de sus figuras, entre ellos Emanuel, quien aceptó la oferta de Alumni de Villa María. Disputó varios partidos con muy buen nivel en el El Fortinero, actuando como volante derecho con llegada al gol, convirtiendo en numerosas ocasiones.

### Alvarado de Mar del Plata
En 2017 fichó como lateral derecho del Alva, uno de los equipos animadores del Torneo Federal A (ex Torneo Argentino B), disputando una de las plazas de ascenso, conseguido finalmente en 2019 con Emanuel Urquiza como referente del plantel.

## Clubes
| Club                       | País      | Año       |
| -------------------------- | --------- | --------- |
| Central Córdoba de Rosario | Argentina | 2006-2009 |
| Atlante                    | México    | 2010      |
| Unión de Mar del Plata     | Argentina | 2011-2012 |
| Sportivo Belgrano          | Argentina | 2012-2015 |
| Alumni de Villa María      | Argentina | 2016      |
| San Martín de Mendoza      | Argentina | 2016      |
| Alvarado de Mar del Plata  | Argentina | 2017-2019 |
| Crucero del Norte          | Argentina | 2019-2020 |
| Sportivo Belgrano          | Argentina | 2020-2021 |

## Palmarés
| Título                  | Club                      | País      | Año  |
| ----------------------- | ------------------------- | --------- | ---- |
| Ascenso a la B Nacional | Sportivo Belgrano         | Argentina | 2013 |
| Ascenso a la B Nacional | Alvarado de Mar del Plata | Argentina | 2019 |